# Magritte/Bester Ton
Gewinner und Nominierte des belgischen Filmpreises Magritte in der Kategorie Bester Ton (Meilleur son) seit der ersten Verleihung im Jahr 2011. Ausgezeichnet werden die besten Tonleute einheimischer Filmproduktionen des vergangenen Kinojahres.
| Statistik                          | Name                 | Anzahl | Jahr                                            |
| ---------------------------------- | -------------------- | ------ | ----------------------------------------------- |
| Häufigste Auszeichnungen           | Emmanuel de Boissieu | 3      | 2012, 2014, 2016                                |
| Häufigste Auszeichnungen           | David Vranken        | 3      | 2022, 2023, 2025                                |
| Häufigste Nominierungen (* = Sieg) | Thomas Gauder        | 8      | 2011, 2012, 2013, 2014, 2015, 2019, 2020*, 2023 |
| Häufigste Nominierungen ohne Sieg  | Philippe Charbonnel  | 4      | 2014, 2017, 2022, 2025                          |

Die unten aufgeführten Filme werden mit ihrem deutschen Verleihtitel (sofern vorhanden) angegeben. Danach folgt in Klammern und in kursiver Schrift der Originaltitel. Vorn stehen die Namen der Tonleute.

## 2010er Jahre
2011
Benoît Biral, Valene Leroy, Julien Paschal, Fred Piet und Franco Piscopo – Panik in der Pampa (Panique au village)
- Marc Bastien, François Dumont und Thomas Gauder – Illegal (Illégal)
- Emmanuel de Boissieu, Frédéric Demolder und Dominique Warnier – Mr. Nobody

2012
Emmanuel de Boissieu, Frédéric Meert und Hélène Lamy-Au-Rousseau – Die Fee (La Fée)
- Benoît De Clerck, Yves De Mey, Quentin Collette und Christine Verschorren – Bullhead (Rundskop)
- Marc Bastien und Thomas Gauder – Kleine Riesen (Les Géants)

2013
Julie Brenta und Olivier Hespel – Der Aufsteiger (L’Exercice de l’État)
- Henri Morelle, Luc Thomas und Aline Gavroy – 38 témoins
- Ingrid Simon und Thomas Gauder – À perdre la raison

2014
Frédéric Demolder, Emmanuel de Boissieu, Luc Thomas und Franco Piscopo – Ernest & Célestine (Ernest et Célestine)
- Marc Bastien und Thomas Gauder – Tango Libre (Tango libre)
- Philippe Charbonnel, Guilhem Donzel und Matthieu Michaux – In the Name of the Son (Au nom du fils)

2015
Henri Morelle und Luc Thomas – Nicht mein Typ (Pas son genre)
- Dan Bruylandt, Mathieu Cox und Olivier Thys – Der Tod weint rote Tränen (L’Étrange couleur des larmes de ton corps)
- Benoît De Clerck und Thomas Gauder – Zwei Tage, eine Nacht (Deux jours, une nuit)

2016
Emmanuel de Boissieu, Ludovic Van Pachterbeke und Frédéric Meert – Alleluia – Ein mörderisches Paar (Alleluia)
- François Dumont, Michel Schillings und Dominique Warnier – Das brandneue Testament (Le Tout nouveau testament)
- Marc Engels, Marc Bastien und Franco Piscopo – Ich bin tot, macht was draus! (Je suis mort mais j’ai des amis)

2017
Matthieu Michaux – Die rote Schildkröte (La Tortue rouge)
- Arnaud Calvar, Julien Mizac und Philippe Charbonnel – Wenn ich es oft genug sage, wird es wahr! (Je me tue à le dire)
- Virginie Messiaen und Franco Piscopo – Keeper

2018
Paul Heymans und Alek Goosse – Innen Leben (Insyriated)
- Félix Blume, Benoît Biral und Frédéric Meert – Sonar
- Olivier Ronval und Michel Schillings – Noces

2019
Yves Bémelmans, Dan Bruylandt, Olivier Thys und Benoît Biral – Leichen unter brennender Sonne (Laissez bronzer les cadavres)
- Marc Engels, Thomas Gauder und Ingrid Simon – Tueurs
- Yanna Soentjens – Girl

## 2020er Jahre
2020
Olivier Struye, Marc Bastien, Héléna Réveillère und Thomas Gauder – Duelles
- Emmanuel de Boissieu, Benoît De Clerck und Michov Gillet – Atlantique
- Emmanuel de Boissieu und Vincent Nouaille – Nuestras madres

2021
nicht vergeben

2022
Mathieu Cox, Corinne Dubien, Thomas Grimm-Landsberg und David Vranken – Un monde
- Séverin Favriau, Fabrice Osinski und Stéphane Thiébaut – Titane
- Bruno Schweisguth, Julien Mizac und Philippe Charbonnel – Madly in Life (Une vie démente)

2023
François Aubinet, Mathieu Cox, Pierre Mertens, David Vranken und Philippe Van Leer – Animals
- Marc Bastien, Thomas Gauder, Etienne Carton, Cameron Mercer und Philippe Van Leer – Nobody Has to Know
- François Maurel, Olivier Mortier und Luc Thomas – In der Nacht des 12. (La Nuit du 12)

2024
Fabrice Osinski, Valérie Le Docte, Aline Gavroy und Olivier Thys – Dalva
- Dirk Bombey, Emilie Mauguet, Xavier Thieulin und Bertrand Boudaud – Vincent doit mourir
- Jan Deca, Erik Griekspoor, Danny van Spreuwel und Vincent Nouaille – Omen (Augure)

2025
David Vranken, David Gillain, Joey Van Impe, Thibaud Rie, Fabrice Grizard, Antoine Wattier und Vincent Gregorio – Night Call – Überlebe die Nacht (La nuit se traîne)
- Nicolas Paturle, Virginie Messiaen, Franco Piscopo und Olivier Thys – Une part manquante
- Marie Paulus, Valérie Le Docte und Philippe Charbonnel – Chiennes de vie